# Bušenje
Bušenje je način mašinske obrade odvajanjem čestica kojim se posebnim alatom (svrdlom) izrađuju valjkaste (cilindrične) rupe u obratku. Alat obavlja glavno rotacijsko kretanje i pravolinijsko pomično kretanje koje mora biti u smeru ose rotacije. Bušenje je povezano s predradnjom zabušivanja i naknadnim operacijama proširivanja, upuštanja, razvrtanja i izbušivanja.
Pod bušenjem u užem smislu razume se izrada okruglih rupa (navrta, uvrta, provrta) pomoću reznog alata (svrdla), koje ujedno potpuno određuje i prečnik rupe u grubljoj toleranciji.
Bušenje se izvodi na alatnim mašinama, pretežno bušilicama, pri čemu je glavno kretanje kružno kontinuirano, a posmično kretanje (posmak) pravolinijsko kontinuirano koje se izvodi istodobno kad i glavno kretanje. Alat koji se koristi je svrdlo koje je određeno brojem reznih oštrica, uglom žleba svrdla, materijalom svrdla, geometrijom vrha svrdla, jezgrom i geometrijom oštrice.

## Podela
Zabušivanje je postupak označavanja središta rupe specijalnim svrdlima zabušivalima. Svrha zabušivanja je centriranje rupe kako ne bi spiralno svrdlo prilikom bušenja rupe napravilo otklon. Alati za zabušivanje su svrdla za centralni uvrt ili NC svrdla.
Proširivanje je postupak bušenja svrdlom većeg prečnika od prečnika već postojeće rupe. Proširivanje se može obaviti više puta, ali je preporučljivo da prečnik svake sledeće veće rupe bude veći od prethodne rupe.
Upuštanje je postupak obrade ulaza ili izlaza okrugle rupe. Upuštala su rezni alati koji se upotrebljavaju za proširivanje ulaza ili izlaza rupe, te za postizanje tačnijeg oblika postojećih rupa. Režu kao i svrdla i izrađuju se s dve, tri ili više reznih oštrica. Upuštanje je gruba obrada metala. Njima se obrađuju čelne površine ravno ili pod uglom. Služe za proširivanje, upuštanje za glave vijka, obradu kosih krajeva rupe i za poravnavanje uzdignutih delova obratka.
Prema obliku i svrsi upuštala se dele na:
- spiralna ili navojna upuštala,
- vratna upuštala,
- konusna upuštala,
- nasadna upuštala,
- jednostrana čelna upuštala,
- specijalna upuštala.

Razvrtanje je postupak fine (završne) obrade cilindrične rupe. Tačnost dimenzije, geometrijski oblik i hrapavost površine koja se dobije nakon obrade svrdlom nije zadovoljavajući u većini slučajeva. Razvrtala su rezni alati koji se upotrebljavaju za završnu obradu rupe i služe za finu obradu već postojećih rupa, tj. za doterivanje glatkoće površine i postizanje veće tačnosti izbušenih rupa (dosed).
Urezivanje navoja u rupi je postupak izrade spiralnih utora u postojećoj rupi. Ureznica ulazi normalno u okruglu rupu određenim brojem okretaja, te određenim pomakom, koji mora odgovarati koraku navoja.
Bušilice su alatne mašine kojima se pomoću alata za bušenje izrađuju okrugle rupe. Dele se na: ručne bušilice, prenosne električne bušilice, stone bušilice, stono stubne bušilice, stubne bušilice, redne bušilice, revolverske bušilice, viševretene bušilice, radijalne bušilice, horizontalne bušilice, bušilice glodalice, koordinatne bušilice, bušilice za duboko bušenje, bušilice za urezivanja navoja.
U retkim slučajevima, posebno oblikovane burgije služe za rezanje rupa koje nisu kružnog preseka; kvadratni poprečni presek je moguć.

## Mašinske bušilice
Mašinske bušilice su alatne mašine kojima se pomoću alata za bušenje izrađuju okrugle rupe. Dele se na: stone bušilice, stono stubne bušilice, stubne bušilice, redne bušilice, revolverske bušilice, viševretene bušilice, radijalne bušilice, horizontalne bušilice, bušilice glodalice, koordinatne bušilice, bušilice za duboko bušenje, bušilice za urezivanja navoja.

### Stona bušilica
Radni sto kod stonih bušilica nalazi se na podložnoj ploči. Vretenište se može visinski pomicati. Prenos snage u vreteništu sa motora na glavno vreteno vrši se klinastim remenom. Radno vreteno je uležišteno u pinoli koja omogućuje pomično kretanje ručnom polugom.

### Stono-stubna bušilica
Razlika stono stubnih i stonih bušilica je u radnom stolu, koji se nalazi konzolno smešten na stubu bušilice i koji se može pomicati i zakretati. Stone i stono stubne bušilice moraju biti smeštene na povišenom radnom mestu ili radnom stolu.

### Stubna bušilica
Stubna bušilica se izrađuje s okruglim stubom za manje promere bušenja ili sa sandučasto oblikovanim stalkom za veće dubine i promere bušenja. Podložna ploča se kod stubnih bušilica pričvršćuje na temelje. Za prenos snage se koristi višeosovinski zupčasti prenosnik. Radni sto se visinski pomiče i moguće ga je, kod bušilica s okruglim stubom zakretati. Buše se dublje rupe većeg prečnika. U podnožju je najčešće spremnik i pumpa za rashladnu tečnost.

### Redne bušilice
Redne bušilice se sastoje od jednog čvrstog stola na koji je pričvršćeno više stonih, stono stubnih bušilica ili bušilica na stalku. Služe za obradu većeg broja rupa raznih dimenzija u istom obratku. Upotrebljavaju se zbog bolje ekonomičnosti u serijskoj proizvodnji. Lako se automatizuju.

### Revolverska bušilica
Revolverska bušilica namenski je slična rednim bušilicama, ali joj je svojstvena specijalna revolverska glava. Njom se obrađuje rupa čija obrada zahteva različite operacije. Obradak stegnut u steznoj napravi obrađuje se u jednom zahvatu.

### Viševretenska bušilica
Služi u serijskoj i masovnoj proizvodnji za istovremenu obradu više rupa, odnosno svih vrsta uvrta, provrta, upuštanja, navoja, na jednom obratku u jednom zahvatu. Razvila se iz stubne bušilice, dodavanjem zvona s nizom paralelno ukopčanih radnih vretena.

### Radijalna bušilica
Glavno vretenište s bušnim vretenom pomiče se po konzoli. Konzola se može vertikalno pozicionirati, te zakretati oko stuba. Ovim se povećava radni prostor u kojem mogu precizno bušiti. Radijalna bušilica služi za obradu bušenja na velikim i teškim predmetima, koji bi se teško pomicali ispod bušnog vretena. Sva kretanja obavlja alat, dok je obradak pričvršćen za radni stol na temeljnoj ploči (podnožju).

### Horizontalna bušilica
Horizontalna bušilica služi za vrlo tačnu obradu bušenjem, najvećih delova u jednom zahvatu. Time se omogućuje tačan odnos među osima raznih provrta. Zbog tražene tačnosti horizontalna bušilica mora biti jako kruta. Na postolju je radni sto koji može prihvatiti izrazito velike i teške obratke. Jedan stub nosi vretenište s glavnim vretenom, dok drugi stub ima prihvatni ležaj za prihvat i centriranje bušne motke.

## Parametri bušenja
Kod bušenja svake rupe potrebno je odrediti parametre ili režime rada. Osnovni parametri su brzina rezanja, brzina okretanja svrdla, pomak, prečnik svrdla i dubina bušenja:
- Brzina rezanja  je obodna brzina na svrdlu, tj. brzina s kojom alat obrađuje sirovac. Ona zavisi od materijala koji se obrađuje. Svaki materijal ima svoju brzinu kojom se može rezati. Brzina rezanja zavisi od alata kojim se buši, od potrebnog stanja površine nakon bušenja, od hlađenja za vreme bušenja, od snage mašine, od pomaku. Brzine rezanja se mogu naći u obliku dijagrama, tablica, a ima i onih sa programskom podrškom, koje same računaju potrebne parametre.
- Broj okretaja glavnog radnog vretena se preračunava prema:

gde je: D – prečnik obratka.
- Pomak  je relativna brzina kretanja alata prema obratku, a kod bušenja uvek je u pravcu ose rotacije. To je brzina ulaza (penetracije) alata u materijal. Meri se u /min.
- Pomak po okretaju  (mm/okr) određuje se kao aksijalni pomak alata tokom jednog okretaja. Koristi se za računanje dubine penetracije, te za definisanje pomaka bušenja.[10]

### Primer postupka izrade navoja
Za izradu navoja M10 u rupi potrebno je:
- Na odabranoj poziciji zabušiti navrt (označavanje središta rupe) ručnim ili NC zabušivalom;
- Prema dimenziji i vrsti navoja odabira se potrebno svrdlo koje buši okruglu rupu. Na primer za M10 potrebna je rupa prema tablicama D = 8,376 mm i odabira se spiralno svrdlo D = 8,4mm. Ako je potrebno, izvrši se predbušenje spiralnim svrdlom, npr. D = 5mm;
- Preporuka je upuštanje ulaza rupe zbog lakše daljnje obrade, te lakšeg kasnijeg uvođenja vijka;
- Takođe se odabira ureznica s definisanim profilom koja urezuje navoj. Prema tablicama M10 ima korak 1,5 mm, te se prema njemu određuje brzina rezanja (400 o/min) i pomak (400 ˑ 1,5 = 600 mm/min ili 1,5 mm/okr).

## Literatura
- Oberg, Erik; Jones, Franklin D.; Horton, Holbrook L.; Ryffel, Henry H. (2000), Machinery's Handbook (26th изд.), New York: Industrial Press Inc., ISBN 978-0-8311-2635-3.
- Modern machinery, 5, Modern Machining Publishing Company, 1899, стр. 68.
- Gillespie, Laroux (2008), Countersinking Handbook, Industrial Press Inc., стр. 78—79, ISBN 978-0-8311-3318-4.
- Swan, Sam; Bin Abdullah, Mohammad Sayem; Kim, Dave; Nguyen, Dinh; Kwon, Patrick (новембар 2018). „Tool Wear of Advanced Coated Tools in Drilling of CFRP”. Journal of Manufacturing Science and Engineering. 140 (11). doi:10.1115/1.4040916.
- Nguyen, Dinh et al "Tool Wear of Superhard Ceramic Coated Tools in Drilling of CFRP/Ti stacks." Proceedings of the ASME 2019 14th International Manufacturing Science and Engineering Conference. Volume 2: Processes; Materials. Erie, Pennsylvania, USA. June 10–14, 2019. V002T03A089. ASME. Nguyen, Dinh; Voznyuk, Vadim; Bin Abdullah, Mohammad Sayem; Kim, Dave; Kwon, Patrick Y. (2019). „Tool Wear of Superhard Ceramic Coated Tools in Drilling of CFRP/Ti Stacks”. Volume 2: Processes; Materials. ISBN 978-0-7918-5875-2. doi:10.1115/MSEC2019-2843.
- US patent 38,119 Improvement in Drill-Bits. Twist Drill Bit, Granted: April 7, 1863
- [Machinery editors]. (1910) Deep hole drilling, 2nd edition. Machinery's Reference Series Number 25. A small monograph on gun drilling practice as of 1910. Compiled as part of a series by the editors of the journal Machinery by revising and republishing information from the journal. Reprinted, along with 2 other Machinery articles on deep hole drilling from 1926 and 1927, by Lindsay Publications, Inc,  1-55918-258-X.
- Forsman, A;  . (jun 2007). „Superpulse A nanosecond pulse format to improve laser drilling” (PDF). Photonics Spectra. Приступљено 20. 7. 2014.
- Bovatsek, Jim; Tamhankar, Ashwini; Patel, Rajesh (1. 11. 2012). „Ultraviolet lasers: UV lasers improve PCB manufacturing processes”. Laser Focus World. Приступљено 20. 7. 2014.
- Meier, Dieter J.; Schmidt, Stephan H. (2002). „PCB Laser Technology for Rigid and Flex HDI – Via Formation, Structuring, Routing” (PDF). LPKF Laser and Electronics. Архивирано из оригинала (PDF) 17. 12. 2015. г. Приступљено 20. 7. 2014.
- Gan, E.K.W.; Zheng, H.Y.; Lim, G.C. (7. 12. 2000). Laser drilling of micro-vias in PCB substrates. Proceedings of 3rd Electronics Packaging Technology Conference. IEEE. ISBN 0-7803-6644-1. doi:10.1109/eptc.2000.906394.
- Kestenbaum, A.; D'Amico, J.F.; Blumenstock, B.J.; DeAngelo, M.A. (1990). „Laser drilling of microvias in epoxy-glass printed circuit boards”. IEEE Transactions on Components, Hybrids, and Manufacturing Technology. Institute of Electrical and Electronics Engineers (IEEE). 13 (4): 1055—1062. ISSN 0148-6411. doi:10.1109/33.62548.
- Floud, Roderick C. (2006) [1976], The British Machine Tool Industry, 1850–1914, Cambridge, England: Cambridge University Press, ISBN 978-0-521-02555-3, LCCN 2006275684, OCLC 70251252.
- Ryder, Thomas and Son, Machines to Make Machines 1865 to 1968. Derby: Bemrose & Sons. 1968., a centenary booklet,
- Thomson, Ross (2009), Structures of Change in the Mechanical Age: Technological Invention in the United States 1790-1865, Baltimore, MD: The Johns Hopkins University Press, ISBN 978-0-8018-9141-0
- Woodbury, Robert S. (1972) [1961], Studies in the History of Machine Tools, Cambridge, Massachusetts, US, and London, England: MIT Press, ISBN 978-0-262-73033-4, LCCN 72006354

## Spoljašnje veze
- „Practical demonstration of square-hole bit, YouTube video”. Youtube.com. 18. 10. 2011. Приступљено 10. 5. 2014.